# Długa Goślina
Długa Goślina is een plaats in het Poolse district  Poznański, woiwodschap Groot-Polen. De plaats maakt deel uit van de gemeente Murowana Goślina en telt 390 inwoners.